# Siruela
Siruela è un comune spagnolo di 2 380 abitanti situato nella comunità autonoma dell'Estremadura.